# Chun Kuk Do

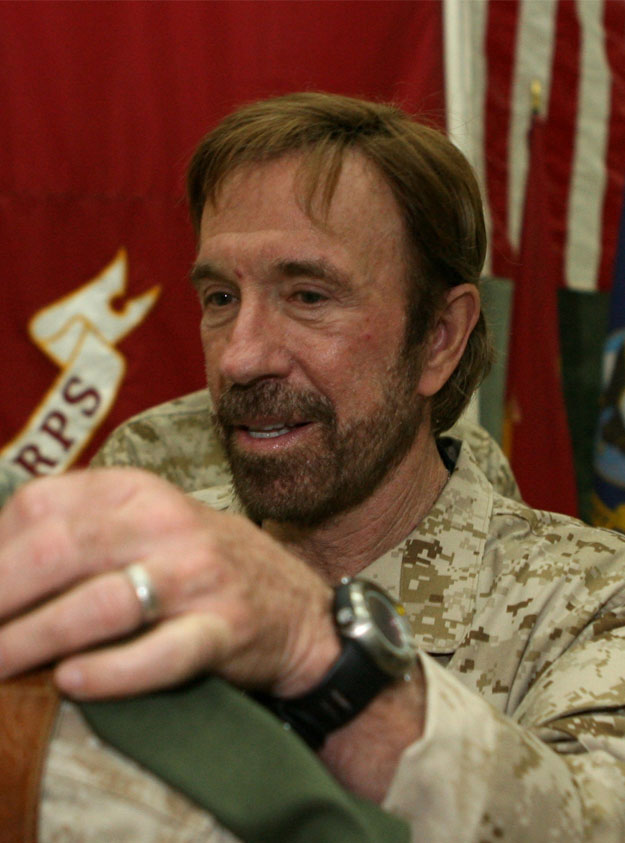
Chuck Norris, il fondatore del chun kuk do

Il Chun Kuk Do è un'arte marziale ibrida creata e insegnata per primo da Chuck Norris. La frase "Chun Kuk Do" (천국도 Cheongukto) significa "via universale". Quest'arte consiste in una combinazione tra Tangsoodo, Taekwondo, Brazilian Jujitsu, Lotta libera, Muay Thai, Karate Shotokan, Judo, Kickboxing, Pugilato e alcune altre arti marziali.
Ogni estate l'organizzazione della UFAF (United Fighting Arts Federation) organizza un congresso/torneo di chun kuk do a Las Vegas.

## Codice d'onore
Il chun kuk do include un codice d'onore e delle regole, come molte altre forme di arti marziali. Queste regole sono un codice personale di Chuck Norris:
1. Svilupperò al massimo le mie potenzialità in ogni modo.
2. Dimenticherò gli errori del passato e farò pressione sulle ambizioni più grandi.
3. Sarò sempre in uno stato mentale positivo e comunicherò questa sensazione a tutte le persone che incontro.
4. Lavorerò continuamente per lo sviluppo dell'amore, felicità, lealtà nella mia famiglia e riconoscerò che altro successo non potrà compensare il fallimento nella mia casa.
5. Cercherò la parte buona in tutte le persone e le farò sentire importanti.
6. Se non ho niente di buono da dire riguardo ad una persona, non dirò niente.
7. Dedicherò così tanto tempo al miglioramento di me stesso che non avrò tempo per criticare gli altri.
8. Sarò sempre entusiasta per il successo degli altri come lo sono per il mio.
9. Terrò un atteggiamento di mente aperta verso un punto di vista di un'altra persona, mantenendo come punto fermo quello che so essere veritiero e onesto.
10. Manterrò rispetto per le autorità e manifesterò questo rispetto sempre.
11. Rimarrò sempre leale al mio Dio, il mio paese, la famiglia e i miei amici.
12. Rimarrò molto orientato verso i miei obiettivi in tutta la mia vita perché quest'attitudine positiva aiuta la mia famiglia, il mio paese e me stesso.

Il chun kuk do è basato su quattro principi:
- Disciplina
- Integrità
- Lealtà
- Rispetto

## Gradi di cinture colorate
Nel chun kuk do i gradi di cintura sono i seguenti:
| Bianca        |
| Oro           |
| Viola         |
| Arancione     |
| Blu           |
| Verde         |
| Rossa         |
| Nera (10 dan) |

- Bianca
- Oro
- Arancione
- Viola
- Blu
- Verde
- Rossa
- Nera

Ci sono anche gradi avanzati: tra una cintura e l'altra c'è una cintura  intermedia con una striscia orizzontale con il colore della prossima cintura. Ci sono dieci gradi di cinture nere, benché Chuck Norris sia l'unica cintura nera di decimo dan. Quando si riceve il quinto dan si è qualificati, automaticamente, come Maestri.